# Stefan Stambolow

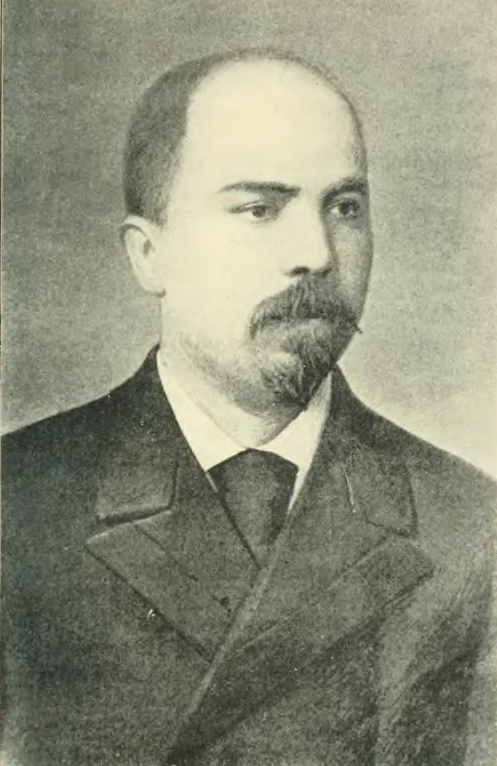
Stefan Stambolow

Stefan Nikolow Stambolow (bulgarisch Стефан Николов Стамболов; * 31. Januar 1854 in Weliko Tarnowo; † 18. Juli 1895 in Sofia) war Ministerpräsident von Bulgarien, einer der wichtigsten Begründer des modernen Bulgariens, langjähriger Vorsitzender der Volksliberalen Partei und einer der „Freiheitsapostel“ des Aprilaufstandes von 1876. Er wurde von bulgarischen Nationalisten aus Makedonien wegen seiner gemäßigten Politik in der Makedonienfrage und als Vergeltung für die Hinrichtung von Kosta Paniza ermordet.

## Leben
Stefan Stambolow wurde am 31. Januar 1854 in Weliko Tarnowo geboren, seine Familie stammte jedoch aus dem nah gelegenen Trjawna. Sein Vater war Teilnehmer am Weltschower Aufstand von 1835 und an der Erhebung des Hauptmanns Djado Nikola (1856). Stambolow wurde von Revolutionären wie Christo Iwanow, Matei Preobraschenski und Christo Karaminkow beeinflusst, die gute Freunde der Familie waren.
Stambolows schulische Ausbildung begann in Weliko Tarnowo, er studierte aber von 1870 bis 1872 am angesehenen bulgarischen Priesterseminar in Odessa. Wegen seiner Kontakte zu russischen Revolutionären wurde er vom Seminar ausgeschlossen. 1873 arbeitete Stambolow für kurze Zeit als Lehrer in seiner Heimatstadt, danach setzte er sich nach Rumänien ab, wo eine starke bulgarische Exilgemeinde lebte.

### Kampf für die Unabhängigkeit Bulgariens

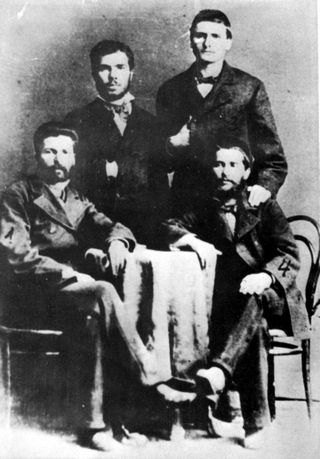
Für die Freiheit: Stefan Stambolow mit Sachari Stojanow, Stojan Zaimow und Nikola Obretenow

Stambolow nahm auch an fast allen Veranstaltungen für die politische Unabhängigkeit Bulgariens in den 1870er Jahren teil; Stambolow trat dem Bulgarischen Revolutionären Zentralkomitee (BRZK) bei und spielte eine wichtige Rolle während der Vorbereitung und Durchführung des Stara-Sagora-Aufstandes in Stara Sagora (1875), des großen Aprilaufstands (1876).
Als Reaktion auf die Entscheidungen des Berliner Kongresses, war Stambolow einer der Begründer der Komitees „Edinstwo“ (Единство/Einheit). Das Erste Komitee wurde in Weliko Tarnowo ins Leben ausgerufen. Die Komitees hatten sich das Ziel gesetzt, diese Entscheidungen zu revidieren und „Bulgarien in seinen nationalen Grenzen gemäß dem Frieden von San Stefano wiederherzustellen“. Eine ihre erste Handlungen war die Vorbereitung und Durchführung des Kresna-Raslog-Aufstandes (1878) in Makedonien, an denen auch Stefan Stambolow teilnahm.
Stambolow wurde nach 1880 Vize-Vorsitzender und später Vorsitzender des Bulgarischen Parlaments. Er war maßgeblich an der Vereinigung Bulgariens mit Ostrumelien beteiligt. Die Vereinigung Bulgariens wurde jedoch von Österreich-Ungarn und Russland missbilligt, Großbritannien hingegen stellte sich hinter das Fürstentum. Österreich-Ungarn signalisierte dem mit ihm verbündeten Serbien, das sich offen gegen das bulgarische Vorgehen wandte, Rückendeckung, woraufhin der Serbisch-Bulgarische Krieg ausbrach. Der Krieg endete mit der Niederlage Serbiens und dem Frieden von Bukarest am 3. März 1886. Gegenseitige Gebietsforderungen wurden darin ausgeschlossen und das Osmanische Reich akzeptierte grundsätzlich die Vereinigung Bulgariens und Ostrumeliens unter der Bedingung, dass Fürst Alexander über Ostrumelien weiterhin als formal vom Sultan eingesetzter Statthalter regieren solle.
Russland gab sich jedoch unzufrieden und der russische Zar Alexander III. weigerte sich, den bulgarischen Fürsten Alexander von Battenberg als Herrscher des vergrößerten Bulgariens anzuerkennen. Auf russisches Betreiben putschte nun eine Gruppe prorussischer Offiziere gegen den bulgarischen Fürsten Alexander I. und zwang ihn am 9. August 1886 zur Abdankung. Daraufhin wurde er nach Russland verschleppt.
Mit Unterstützung von Stefan Stambolow, der Parlamentspräsident war und mit Hilfe des Militärs gegenputschte, konnte jedoch Alexander von Battenberg nach Bulgarien und nochmals kurz auf den Thron zurückkehren. Am 7. September 1886 verzichtete er dann jedoch endgültig auf die Herrschaft, da er das Vertrauen des russischen Zaren nicht mehr genoss. In Bulgarien wurde eine Regentschaft unter der Führung des prowestlichen Stefan Stambolow gebildet, die einen Nachfolger für Alexander von Battenberg suchen sollte. In der Zwischenzeit brachen im ganzen Land kleinere prorussische Aufstände aus, die von Stambolow und treuen Militärs niedergeschlagen wurde. Im Zuge dessen wurden führende bulgarische Russophile (prorussische Kräfte) im Lande unter Hausarrest gestellt (wie Kliment Tarnowski), inhaftiert (wie Panajot Chitow und Petko Wojwoda) oder verließen das Land (wie Iwan Wasow). Nach langen innenpolitischen Wirren kam es zur Regentschaft von Ferdinand von Sachsen-Coburg und Gotha, der schließlich 1887 zum Fürsten gewählt wurde.

### Ministerpräsident 1887 bis 1894

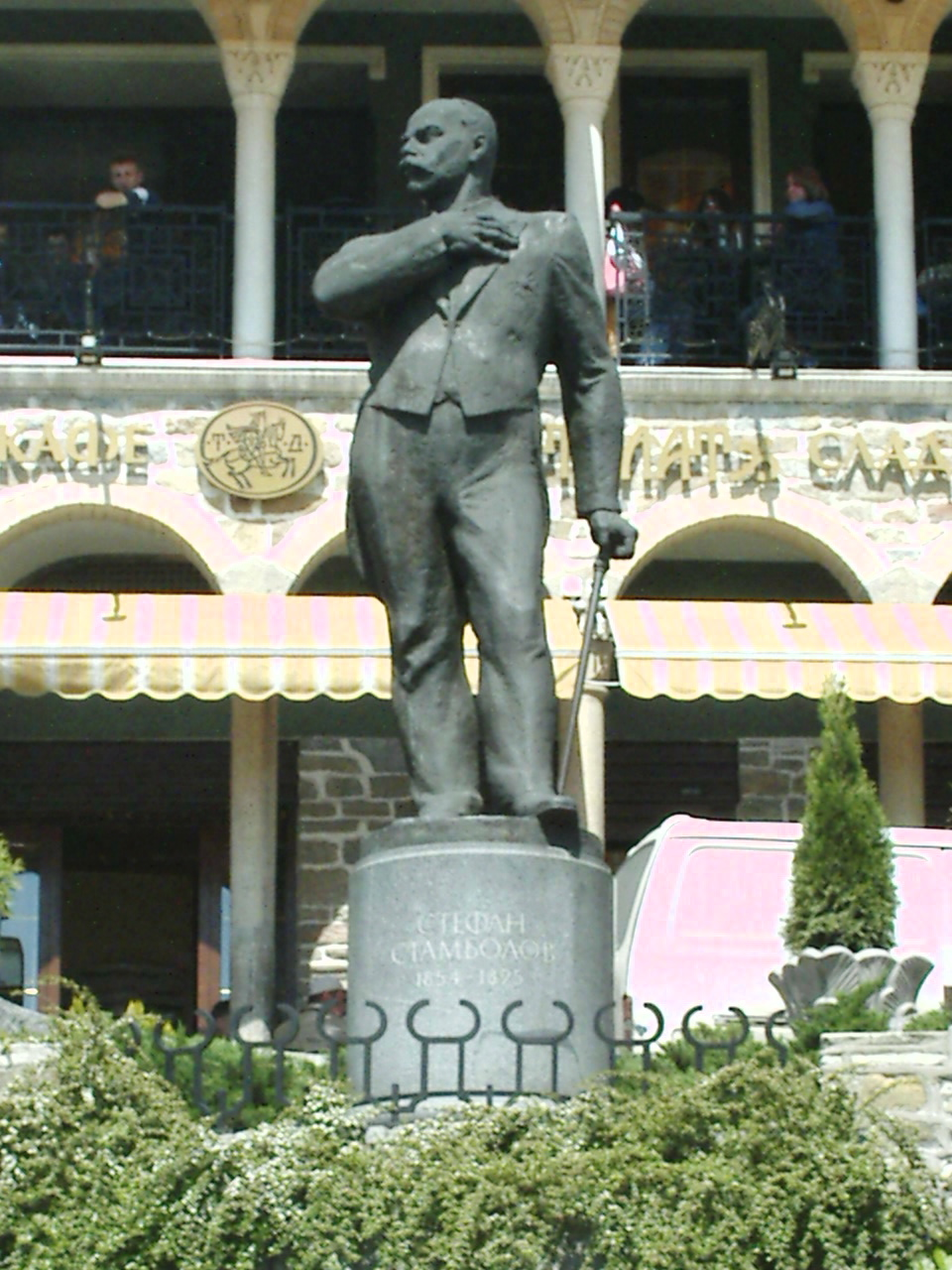
Denkmal für Stefan Stambolow in seinem Geburtsort Weliko Tarnowo

Nachdem der neue Fürst Ferdinand von Sachsen-Coburg und Gotha in seinem Amt bestätigt worden war, wurde Stefan Stambolow zum Ministerpräsidenten ernannt. Ferdinand wurde jedoch von Russland und den anderen Großmächten nicht als Herrscher Bulgariens anerkannt, da dessen Wahl ohne die Abstimmung mit ihnen erfolgt war.
Von 1887 bis 1894 bekleidete Stefan Stambolow das Amt des Ministerpräsidenten. Als Nationalist konnte er die außenpolitischen Beziehungen, die Wirtschaft und die allgemeine politische Macht Bulgariens stärken. Nachdem das Russische Reich die diplomatischen Beziehungen mit Bulgarien am 8. November 1886 abgebrochen hatte, verfolgte Stambolow eine gegenüber Russland feindliche Politik, was ihm viele politische Widersacher brachte, gegen die er hart vorging. Als schließlich Stambolow eine gemäßigte Politik gegenüber dem Osmanischen Reich im Bezug auf Makedonien einschlug, wandten sich auch ehemalige Weggefährten wie Kosta Paniza von ihm ab und versuchten mehrmals gemeinsam mit anderen makedonischen Bulgaren, teilweise auch mit russischer Unterstützung, ihn zu ermorden. Bei einem dieser Versuche wurde Paniza verhaftet, anschließend zum Tode verurteilt und am 26. Juni 1890 in Sofia hingerichtet.

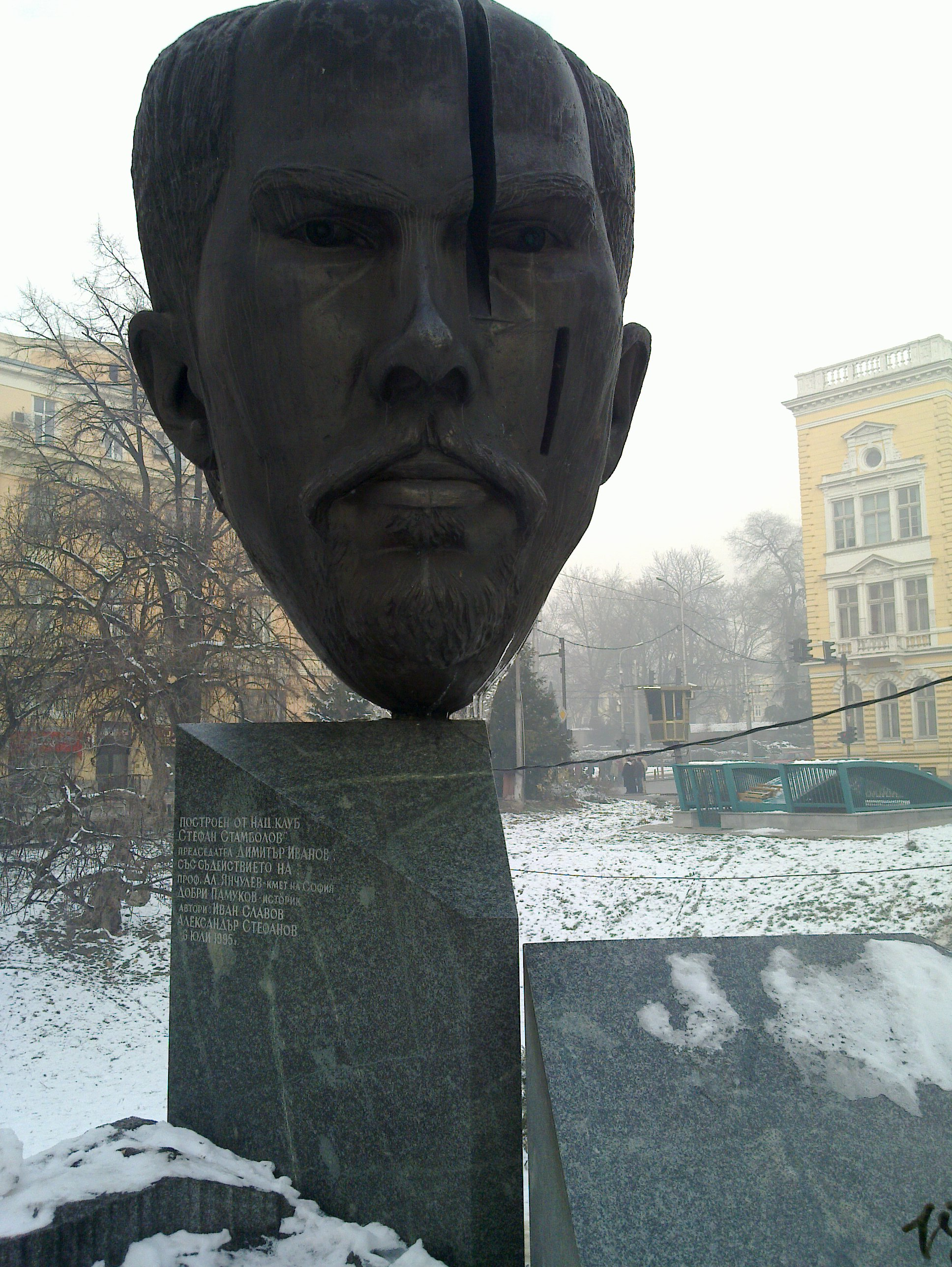
Büste von Stefan Stambolow in Sofia

Nach der Paniza-Verschwörung mussten in der Makedonischen Frage und gegenüber der russischen Einmischung in die bulgarische Innenpolitik Fakten geschaffen werden. Dies sahen sowohl Stambolow, wie auch der osmanische Sultan Abdülhamid II. ein. Die Hohe Pforte entsandte auf Drängen Stambolows im 1890 einen Vertreter nach Sofia, um formell über den Zustand der moslemischen religiösen Immobilien in Bulgarien zu beraten. Mit dem ersten Besuch eines Vertreters des Sultans (das Fürstentum war nach dem Berliner Kongress von 1878 ein autonomer, dem osmanischen Imperium tributpflichtiger Staat) seit 1887, wurde jedoch Ferdinand de facto und de jure als bulgarischer Herrscher anerkannt und der russische Druck zu dessen Absetzung gemildert. Weiterhin konnte Stambolow für die bulgarisch-orthodoxe Kirche (BOK) das Recht zur Gründung von Gemeinden im osmanischen Vilâyet (Provinz) Adrianopel (heute Ost- und Westthrakien) durchsetzen, sowie die Errichtung von Diözesen in den makedonischen Gebieten Ohrid, Veles, Bitola, Newrokop und Skopje, die mit Sultansberats abgesichert wurden. Somit erhielt die bulgarische Bevölkerung innerhalb des osmanischen Reichs nach Jahrhunderten griechischer Kirchenvormachtstellung (das bulgarische Patriarchat wurde 1394, das Erzbistum von Ohrid wurde 1767 abgeschafft), die Möglichkeit zur Abhaltung der Liturgie in der eigenen Sprache.
Die Ausweitung des Einflusses der BOK in Makedonien und Thrakien geschah auf Kosten des griechisch geprägten Patriarchates von Konstantinopel, das dieses Gebiet traditionell und mit zunehmender Verbreitung der Megali Idea unter den Griechen für sich beanspruchte und dadurch die Gründung von Diözesen seit 1872 (Unabhängigkeit der BOK als Bulgarisches Exarchat) verhindern konnte. Mit der Ausweitung des Einflusses konnte auch die Wiedergeburtszeit (unter den Grundforderungen war die Abhaltung der Liturgie in der bulgarischen Sprache), die in den 1870er Jahren in dieser Region wegen der zahlreiche Aufstände zum Stillstand kam, weiter geführt und erfüllt werden.
Die erfolgreiche Strategie Stambolows durch Kooperation mit der Hohen Pforte, die Stellung der Bulgaren, die nach dem Berliner Kongress weiter im Osmanischen Reich lebten, zu verbessern, führte auch zur Schwächung der Stellung der makedonischen und thrakischen Nationalisten, die sich 1893 innerhalb des Reiches zu Bulgarischen Makedonisch-Adrianopler Revolutionären Komitees (BMARK) zusammenschlossen.
Am 3. Julijul. / 15. Juli 1895greg. wurde in Sofia durch makedonische Nationalisten, die nicht mit seiner gemäßigten Politik gegenüber Makedonien einverstanden waren, auf Stambolow ein Attentat verübt. Er befand sich auf dem Heimweg, konnte noch seine Angreifer erkennen und diese seinem Begleiter Dimitar Petkow mitteilen. Stambolow erlag drei Tage später seinen Verletzungen.

## Ehrungen
Stambolow ist auf der Vorderseite des bulgarischen 20 Lew abgebildet, darüber hinaus tragen vielerorts Straßen, Plätze und Institutionen seinen Namen. Auf der Livingston-Insel in der Antarktis ist der Stambolov Crag nach ihm benannt.